# EVERLASTING LOVE (原めぐみのアルバム)
『EVERLASTING LOVE』（エヴァーラスティング・ラブ）は、日本の歌手・原めぐみのオリジナルアルバム。2009年12月20日発売。

## 解説
- 伝説の「音壁アイドル」原めぐみ28年ぶりの「音壁作品」。
- 新曲「トビラ〜EVERLASTING LOVE〜」は、原めぐみ自身の作詞による。
- 紙ジャケ仕様。

## 収録曲
1. トビラ〜EVERLASTING LOVE〜
作詞：原めぐみ / 作曲：渡辺博之 / 編曲：土屋剛
2. 涙のメモリー
作詞：原めぐみ、沖山優司 / 作曲：沖山優司 / 編曲：藤田大士
原盤番号：3B-717
3. 離さないで（英語版）
J. Barry（英語版） - E. Greenwich / 訳詞：漣健児 / 編曲：藤田大士
原盤番号：3TC-25002
4. 見つめあう恋
L. Reed（英語版） - G.Stephens（英語版） / 訳詞：水無月孔 / 編曲：藤田大士
原盤番号：3B-717
5. トビラ〜EVERLASTING LOVE〜（モノラル）
1曲目のモノラル・ミックス・ヴァージョン
6. トビラ〜EVERLASTING LOVE〜（カラオケ）
1曲目のインストゥルメンタル・ヴァージョン